# Borgarbyggð
Borgarbyggð és un municipi d'Islàndia, a la regió de Vestfirðir. Té una extensió de 4.927 km² i una població de 4.102 habitants l'1 de gener de 2025.
El municipi va ser creat l'11 de juny de 1994 mitjançant la fusió dels antics municipis de Borgarnesbær, Norðurárdalshreppur, Stafholstungnahreppur i Hraunhreppur. El 7 de juny de 1998 s'hi van afegir els municipis d'Álftaneshreppur, Borgarhreppur i Þverárhlíðarhreppur, i el 27 de maig de 2006 s'hi afegiren els municipis de Borgarfjarðarsveit, Hvítarsíðuhreppur i Kolbeinsstaðahreppur.
La principal població del municipi és Borgarnes, i en menor mesura Bifröst, Hvanneyri, Kleppjárnsreykir, Reykholt i Varmaland.[4]

## Educació
Hi ha dues universitats a Borgarbyggð, Universitat de Bifröst a Bifröst i la Universitat Agrícola d'Islàndia a Hvanneyri. El municipi gestiona una escola secundària a Borgarnes, dues escoles de primària a Borgarnes i l'altre té tres instal·lacions separades a Hvanneyri, Kleppjárnsreykir i Varmaland. El municipi també gestiona una escola de música a Borgarnes.